# Rue Školská
La rue Školská (littéralement, rue des Écoles) est une voie de Prague.

## Situation et accès
Située dans le quartier de Nové Město à Prague, elle relie les rues Žitná et Vodičkova. Elle abrite les bâtiments de plusieurs écoles et une succursale de la bibliothèque municipale.

## Historique
La rue est née au XIVe siècle, lorsque la Nouvelle Ville de Prague a été fondée. Noms successifs de la rue :
- XVe siècle - « Židovská » (rue des Juifs)
- XVIe siècle - « Velká řeznická », « Masná », « Reznická »
- depuis 1869 - « Školská »

Le numéro 16 est la maison natale de l'écrivain Jaroslav Hašek (1883-1923), protégée depuis 1971 comme monument culturel de la République tchèque. 

## Bâtiments remarquables et lieux de mémoire
- N° 15 : Ecole de langue publique[2]
- N° 16 : lieu de naissance de Jaroslav Hašek
- N° 19 : École primaire Vodičkova (angle 22 rue Vodičkova)
- N° 28 : Bâtiment néo-Renaissance abritant des espaces éducatifs et d'exposition[3]
- N° 30 : Bibliothèque municipale de Prague[4]
- N° 30 : Café Therapy[5]
- N° 34 : Magasin de jouets Hračkoteka